# アポロ・シアター (ロンドン)
アポロ・シアター（Apollo Theatre）はイギリスロンドンシャフツベリー・アベニューにある劇場。1901年に建造された。